# Genmab
Genmab A/S (NASDAQ OMX: GEN) er et dansk-amerikansk biotekfirma, stiftet i februar 1999 af Florian Schönharting, der på daværende tidspunkt var managing director i BankInvest Biomedical Fund.
Genmab har hovedsæde i København. Internationalt opererer Genmab gennem datterselskaberne Genmab BV i Utrecht, Holland, og Genmab, Inc. i Princeton, New Jersey, USA. Genmab handles på NASDAQ OMX Copenhagen A/S.
Firmaet udvikler fuldt humane, monoklonale antistoffer mod kræft, ledbetændelse og flere andre livstruende og invaliderende sygdomme med en særlig teknik baseret på transgene mus.
Genmab har to godkendte antistoffer, Arzerra® (ofatumumab) til bekæmpelse af visse kronisk lymfatisk leukæmi indikationer, og DARZALEX™ (daratumumab) til bekæmpelse af refractory multipel myeloma. Daratumumab er i klinisk udvikling med det formål at bruge det mod yderligere versioner af multipel myeloma og for non-Hodgkin's lymphoma. Derudover har de en bred klinisk og præ-klinisk portefølje af produkter.

## Produkter
Genmab har udviklet flere lægemidler:
Antistoffet ofatumumab bliver markedsført under navnet Arzerra og er godkendt til behandlinger af kronisk lymfatisk leukæmi under visse betingelser.
Daratumumab er et humant CD38 monoklonalt antistof. Firmaet har haft stoffet i fase I og II klinisk udvikling til behandling af myelomatose, og den amerikanske sundhedsmyndighed, FDA, har tildelt lægemidlet såkaldt Breakthrough Therapy-status for dobbelt-refraktær myelomatose.

## Ejerforhold og samarbejder
Selskabet er noteret på Københavns Fondsbørs.
Genmab samarbejder blandt andet med medicinalvirksomhederne Amgen, GlaxoSmithKline og Medarex.

## Historie
Genmab blev grundlagt i februar 1999 som et europæisk spinoff af det amerikanske biotekfirma Medarex. BankInvest, under Florian Schönharting, var lead-investor i Genmab og stillede seed capital til rådighed.
I 2002 var firmaet ved at bygge 100.000 kvadratmeter stor produktionsfaciliteter i Hillerød.
Den administrerende direktør Lisa Natale Drakeman var i 2008 den højest betalte direktør i det danske C20 index med 28,6 millioner DKK årligt (2008), cirka det dobbelt af hvad f.eks. Novo Nordisk direktør Lars Rebien Sørensen tjente.[kilde mangler]
Hendes lønbonuspakke var på 367 millioner kroner.
Genmab opgav i 2009 deres underskud for 2008 til 965,1 millioner kroner.
Senere i året 2009 den 5. november annoncerede firmaet at de ville afskedigede over halvdelen af deres medarbejdere, ca. 300 ud af 530 ansatte.
I slutningen af november 2009 solgte storaktionæren det Bristol Myers Squibb-ejede Mederex sine aktier, hvilket førte til et større fald i kursen.
I 2010 fratrådte Lisa N. Drakeman direktørstillingen.
Drakemans pludselige fratræden blev ikke nærmere forklaret af firmaet og betød yderligere fald i firmaets aktie.
Efter et par år genvandt firmaet noget af sin tabte værdi.
I de seneste år har produktet Arzerra været betydende for Genmab. Produktet sælges af GSK og Genmab modtager 20 procent i royalties af det samlede salg. I 2011 og ved en appelsag i 2013 var Genmab og GSK involveret i en patentkrænkelsessag med Genentech som modpart om Arzerra. GSK vandt sagen seneste ved en amerikansk appeldomstol i april 2013.
I september 2013 tildelte den amerikanske sundhedsmyndighed, FDA, en såkaldte Breakthrough Therapy-status til Arzerra i forbindelse med behandling af kronisk lymfatisk leukæmi.
I 2010 blev Jan Van de Winkel indsat som President og Chief Executive Officer af Genmab. Tidligere var han President, Research & Development and Chief Scientific Officer, og han har over 20 års erfaring med terapeutiske antistoffer, og har bl.a. været Vice President and Scientific Director of Medarex Europe. Derudover er han forfatter af over 300 videnskabelige publikationer og ansvarlig for over 40 patenter og afventende patentansøgninger.

## Ekstern henvisning
Genmab (engelsk)
55°39′55.5″N 12°34′03.0″Ø / 55.665417°N 12.567500°Ø